# Olsztyn Lakers 2019
Questa voce raccoglie le informazioni riguardanti gli Olsztyn Lakers nelle competizioni ufficiali della stagione 2019.

## Roster
| Roster degli Olsztyn Lakers (2019) |
| --- |
| Quarterback - 12 Andrew Mathews - 42 Artur Paź Running Back - 6 Cyprian Wiącek - 21 Arkadiusz Kowalewski - 30 Przemysław Mac - 34 Łukasz Markowski - 43 Artur Mańkowski - 89 Dominik Gliński Wide Receiver - 5 Patryk Piechowski - 6 Adrian Dąbrowski - 10 Krzysztof Bartwicki - 15 Jakub Słomkowski - 23 Krzysztof Mrówka - 24 Adam Kwiatkowski - 33 Adrian Czarnow - 86 Michał Kalinowski - 87 Kamil Sadowski - 94 Jacek Karnaszewski Offensive Linemen - 55 Bartosz Rudzki - 56 Bartosz Grążawski - 57 Szymon Ulaniuk - 67 Michał Różański - 75 Mariusz Balcerzak - 78 Cezary Wysocki Defensive Linemen - 8 Mateusz Milecki - 22 Kamil Piątkowski - 28 Arkadiusz Młynarski DL/LB - 44 Tomasz Sawicki DL/LB - 45 Paweł Płóciennik - 68 Piotr Cygan - 77 Bartłomiej Krom - 79 Maciej Baranowski - 86 Sebastian Kocoń - 88 Michał Aftewicz - 93 Oskar Sobolewski Linebacker - 1 Demetrius Allen - 2 Ashley Richards - 13 Eryk Kozłowski - 20 Artur Kardaś - 31 Kacper Kuniec - 41 Mateusz Ignasiak - 96 Michał Tchórz - 99 Patryk Rutkowski Defensive Back - 3 Tomasz Bartnicki - 4 Jan Dołkowski - 7 Mikołaj Radgowski - 14 Kamil Zboch - 17 Damian Skrzypiński - 18 Łukasz Remfeld - 19 Marcin Zrada - 25 Sebastian Lenkiewicz - 27 Maksymilian Szyszko - 22 Maciej Wasiłowski - 84 Piotr Materna - 92 Albert Kaczmarczyk Special Team - 85 Rafał Miara K/P Coaching staff Gray Levy (HC) |

## Liga Futbolu Amerykańskiego 1 2019

### Stagione regolare
| Wyszków 23 marzo 2019 | Rhinos Wyszków | 35 – 38 (7-14 6-10 7-7 15-7) referto | Olsztyn Lakers | Boczne boisko Stadionu Miejskiego\| Arbitro: \| Pruszkowski \| |
| Arbitro:              | Pruszkowski    |                                      |                |                                                                |

| Zielona Góra 31 marzo 2019, ore 12:00 | Wataha Zielona Góra | 30 – 14 (0-7 14-0 8-7 8-0) referto | Olsztyn Lakers | Stadion do futbolu amerykańskiego\| Arbitro: \| Przybyła \| |
| Arbitro:                              | Przybyła            |                                    |                |                                                             |

| Olsztyn 7 aprile 2019 | Olsztyn Lakers | 0 – 19 (0-0 0-7 0-6 0-6) referto | Towers Opole | Boisko Dajtki\| Arbitro: \| Jurzyk \| |
| Arbitro:              | Jurzyk         |                                  |              |                                       |

| Łódź 27 aprile 2019 | Wilki Łódzkie | 23 – 27 (0-0 14-14 0-6 9-7) referto | Olsztyn Lakers | Kompleks boisk przy ulicy Minerskiej\| Arbitro: \| Walentynowicz \| |
| Arbitro:            | Walentynowicz |                                     |                |                                                                     |

| Olsztyn 4 maggio 2019 | Olsztyn Lakers | 0 – 42 (0-0 0-28 0-7 0-7) referto | Warsaw Mets | Boisko Dajtki\| Arbitro: \| Jurzyk \| |
| Arbitro:              | Jurzyk         |                                   |             |                                       |

| Olsztyn 12 maggio 2019 | Olsztyn Lakers | 7 – 48 (0-7 0-21 0-7 7-13) referto | Lowlanders Białystok | Boisko Dajtki |

| Poznań 19 maggio 2019 | Armia Poznań | 45 – 21 (7-14 14-0 10-0 14-7) referto | Olsztyn Lakers | Stadion Golęcin\| Arbitro: \| Radziński \| |
| Arbitro:              | Radziński    |                                       |                |                                            |

| Olsztyn 2 giugno 2019, ore 12:00 | Olsztyn Lakers | 14 – 55 (0-14 7-20 0-14 7-7) referto | Seahawks Gdynia | Stadion OSiR\| Arbitro: \| Pruszkowski \| |
| Arbitro:                         | Pruszkowski    |                                      |                 |                                           |

## Statistiche di squadra
| Competizione      | %Vittorie | In casa | In casa | In casa | In casa | In casa | In casa | In trasferta | In trasferta | In trasferta | In trasferta | In trasferta | In trasferta | Totale | Totale | Totale | Totale | Totale | Totale |
| Competizione      | %Vittorie | G       | V       | N       | P       | Pf      | Ps      | G            | V            | N            | P            | Pf           | Ps           | G      | V      | N      | P      | Pf     | Ps     |
| ----------------- | --------- | ------- | ------- | ------- | ------- | ------- | ------- | ------------ | ------------ | ------------ | ------------ | ------------ | ------------ | ------ | ------ | ------ | ------ | ------ | ------ |
| Stagione regolare | .250      | 4       | 0       | 0       | 4       | 21      | 164     | 4            | 2            | 0            | 2            | 100          | 133          | 8      | 2      | 0      | 6      | 121    | 297    |
| Totale            | .250      | 4       | 0       | 0       | 4       | 21      | 164     | 4            | 2            | 0            | 2            | 100          | 133          | 8      | 2      | 0      | 6      | 121    | 297    |